# Eugène Biraud
Pour les articles homonymes, voir Biraud.
 (octobre 2023).
La mise en forme du texte ne suit pas les recommandations de Wikipédia : il faut le « wikifier ».
Les points d'amélioration suivants sont les cas les plus fréquents :
- Les titres sont pré-formatés par le logiciel. Ils ne sont ni en capitales, ni en gras.
- Le texte ne doit pas être écrit en capitales (les noms de famille non plus), ni en gras, ni en italique, ni en « petit »…
- Le gras n'est utilisé que pour surligner le titre de l'article dans l'introduction, une seule fois.
- L'italique est rarement utilisé : mots en langue étrangère, titres d'œuvres, noms de bateaux, etc.
- Les citations ne sont pas en italique mais en corps de texte normal. Elles sont entourées par des guillemets français : « et ».
- Les listes à puces sont à éviter, des paragraphes rédigés étant largement préférés. Les tableaux sont à réserver à la présentation de données structurées (résultats, etc.).
- Les appels de note de bas de page (petits chiffres en exposant, introduits par l'outil «  Source ») sont à placer entre la fin de phrase et le point final[comme ça].
- Les liens internes (vers d'autres articles de Wikipédia) sont à choisir avec parcimonie. Créez des liens vers des articles approfondissant le sujet. Les termes génériques sans rapport avec le sujet sont à éviter, ainsi que les répétitions de liens vers un même terme.
- Les liens externes sont à placer uniquement dans une section « Liens externes », à la fin de l'article. Ces liens sont à choisir avec parcimonie suivant les règles définies. Si un lien sert de source à l'article, son insertion dans le texte est à faire par les notes de bas de page.
- La présentation des références doit suivre les conventions bibliographiques. Il est recommandé d'utiliser les modèles {{Ouvrage}}, {{Chapitre}}, {{Article}}, {{Lien web}} et/ou {{Bibliographie}}. Le mode d'édition visuel peut mettre en forme automatiquement les références.
- Insérer une infobox (cadre d'informations à droite) n'est pas obligatoire pour parachever la mise en page.

Pour une aide détaillée, merci de consulter Aide:Wikification.
Si vous pensez que ces points ont été résolus, vous pouvez retirer ce bandeau et améliorer la mise en forme d'un autre article.
 (octobre 2023).
Eugène Biraud, né le 3 juillet 1825 à Saint-Georges-du-Bois et mort le 30 décembre 1908, est une figure locale[non neutre] de la Charente-Maritime créateur de la première laiterie coopérative de France et initiateur du mouvement coopératif laitier en France.

## Le «père de la coopération laitière»

### Genèse du mouvement coopératif laitier
Considéré comme le « père de la coopération laitière », cet agriculteur est né le 3 juillet 1825 dans la commune de Saint-Georges-du-Bois, plus précisément dans le village de Chaillé, à quatre kilomètres au nord de Surgères. Son rôle dans la nouvelle économie laitière qu’il a incidemment suscitée est considérable bien qu'il soit aujourd'hui pratiquement méconnu du grand public.
Il est celui qui a « révolutionné l’agriculture de l’Aunis », puis de la région Poitou-Charentes et de la Vendée, par la mise en place du système de la coopération laitière dont il a eu l'intuition en s’inspirant de l’exemple des fruitières du Jura ou, selon d’autres historiens, de l’exemple local des sociétés de panification qui existaient en Aunis, notamment la boulangerie coopérative de Surgères créée en 1867. Cette reconversion  agricole à l’élevage laitier est due aux conséquences désastreuses de la crise du phylloxéra qui a frappé le vignoble de l’Aunis à partir de 1876 et ruiné de nombreux paysans détenteurs de petites fermes viticoles.
Malgré quelques résistances non dénuées de railleries et un certain scepticisme ambiant, Eugène Biraud a su convaincre douze autres paysans de Chaillé et des environs de Surgères pour mettre en place la coopérative laitière. C’est ainsi que le 13 janvier 1888 a été créée la toute première coopérative laitière de France. Chaque adhérent de la nouvelle laiterie procédait, à tour de rôle, à l’écrémage du lait, au barattage de la crème et au malaxage après avoir cotisé une certaine somme au départ pour lancer la coopérative laitière de Chaillé.
Un an plus tard, la coopérative de Chaillé rassemble 162 sociétaires. Le succès est tel qu’il déclenche le mouvement de la coopération laitière en Aunis qui peut «être appelée, à juste titre, la révolution laitière des Charentes». Il s’implante dès 1889 dans les communes du canton de Surgères et dans quelques communes limitrophes dont Migré. En 1900, 98 laiteries coopératives sont en activité en Poitou-Charentes et en Vendée et Surgères devient dès lors le berceau de la coopération laitière. Ainsi, «la réussite du beurre des Charentes» repose en grande partie sur l'intuition d'Eugène Biraud, de son bon sens paysan et de son esprit de solidarité. Par ailleurs, cette belle réussite en milieu agricole et rural de l'Aunis «s'explique par une mentalité paysanne ouverte - les premiers coopérateurs, dont Eugène Biraud, sont de gros éleveurs modernistes -». Ce succès s'appuie également sur le prix du lait qui s'avère nettement plus avantageux aux coopérateurs que celui payé par les laiteries privées.

### Distinctions
Eugène Biraud devint l’administrateur général de la laiterie coopérative de Chaillé dont il planifia son agrandissement. Mais il ne put assister à son extension qui eut lieu dans une ancienne distillerie de Saint-Georges-du Bois en mars 1918. En 1894, Eugène Biraud et la laiterie coopérative de Chaillé «reçoivent une médaille d'or de la Commission des primes d'honneur, et le personnel, des médailles d'argent et de bronze».
Il eut les honneurs de la municipalité de Surgères en devenant conseiller municipal de la ville.
Il décéda le 30 décembre 1908. La ville de Surgères lui a dédié le nom d’une rue – en remplacement de l’ancienne rue de Marans – et un buste à son effigie, initialement implanté en 1932 sur la place Victor-Hugo – actuelle place de l’Europe, a été dressé sur le rond-point de la Gendarmerie en 1976. De même, la commune de Saint-Georges-du-Bois, où il est né, lui a dédié un nom de rue.

## Pour approfondir

### Orientation bibliographique
Livres (par ordre alphabétique des auteurs)
- Agnès Claverie, La vie d'autrefois en Charente-Maritime, éditions Sud-ouest, Luçon, 1999, (en p. 43).
- Jean-Luc Flohic (ouvrage collectif sous la direction de), Patrimoine des communes de la Charente-Maritime, éditions Flohic, 2002, tome II, (en p. 1093).
- François Julien-Labruyère, L’Alambic de Charentes, éditions Le Croît vif, collections documentaires, 1989, (en p. 234 et p. 301).  (ISBN 2907967002)
- François Julien-Labruyère, Paysans charentais, éditions Rupella, La Rochelle, 1982, tome I : « Économie rurale », (des p. 422 à p. 424).  (ISBN 2864740060)
- Jean Soumagne (ouvrage collectif avec la participation de), La Charente-Maritime aujourd'hui : milieu, économie, aménagement, Publications de l'Université francophone d'Eté, 1987, (en p.86).
- Surgères (Ouvrage collectif sous l'égide de la municipalité de Surgères avec le concours de Jacques Duguet), Office de Tourisme de Surgères Éditeur, 1993, (en p.87 et p.107).

Dans la presse locale
- Article de l’hebdomadaire local L’Hebdo de Charente-Maritime intitulé « Les fondateurs de l’empire du lait » par Bernard Maingot, en date du 30 novembre 2006.